# Počenice-Tetětice
Počenice-Tetětice è un comune della Repubblica Ceca facente parte del distretto di Kroměříž, nella regione di Zlín.